# بطولة أمريكا المفتوحة 1988 - الزوجي المختلط
في بطولة أمريكا المفتوحة 1988 - الزوجي المختلط فاز كل من يانا نوفوتنا وجيم بف على إليزابيث سميلي وباتريك ماكنرو في المباراة النهائية بنتيجة 7–5، 6–3.

## التوزيع
1. لوري ماكنيل /  خورخي لوزانو (الجولة الأولى)
2. يانا نوفوتنا /  جيم بف (البطولة)
3. إليزابيث سميلي /  باتريك ماكنرو (النهائي)
4. باتي فينديك /  ريك ليتش (الجولة الثانية)
5. كاثرين سوير /  مارك وودفورد (الجولة الأولى)
6. بيتسي ناجيلسين /  بول أناكون (الجولة الثانية)
7. روبن وايت (تنس) /  كيلي جونز (تنس) (الجولة الأولى)
8. زينا غاريسون /  شيرود ستيوارت (ربع النهائي)

## المباريات

### مفتاح
- Q = متأهل Qualifier
- WC = وايلد كارد Wild Card
- LL = خاسر محظوظ Lucky Loser
- Alt = بديل Alternate
- SE = Special Exempt
- PR = تصنيف محمي Protected Ranking
- w/o = فوز سهل Walkover
- r = انسحاب Retired
- d = Defaulted
- SR = Special ranking
- ITF = ITF entry
- JE = Junior exempt

### النهائي
| النهائي |                              |   |   |  |
|         |                              |   |   |  |
|         |                              |   |   |  |
| 3       | إليزابيث سميلي باتريك ماكنرو | 5 | 3 |  |
| 2       | يانا نوفوتنا جيم بف          | 7 | 6 |  |